# Cochabamba

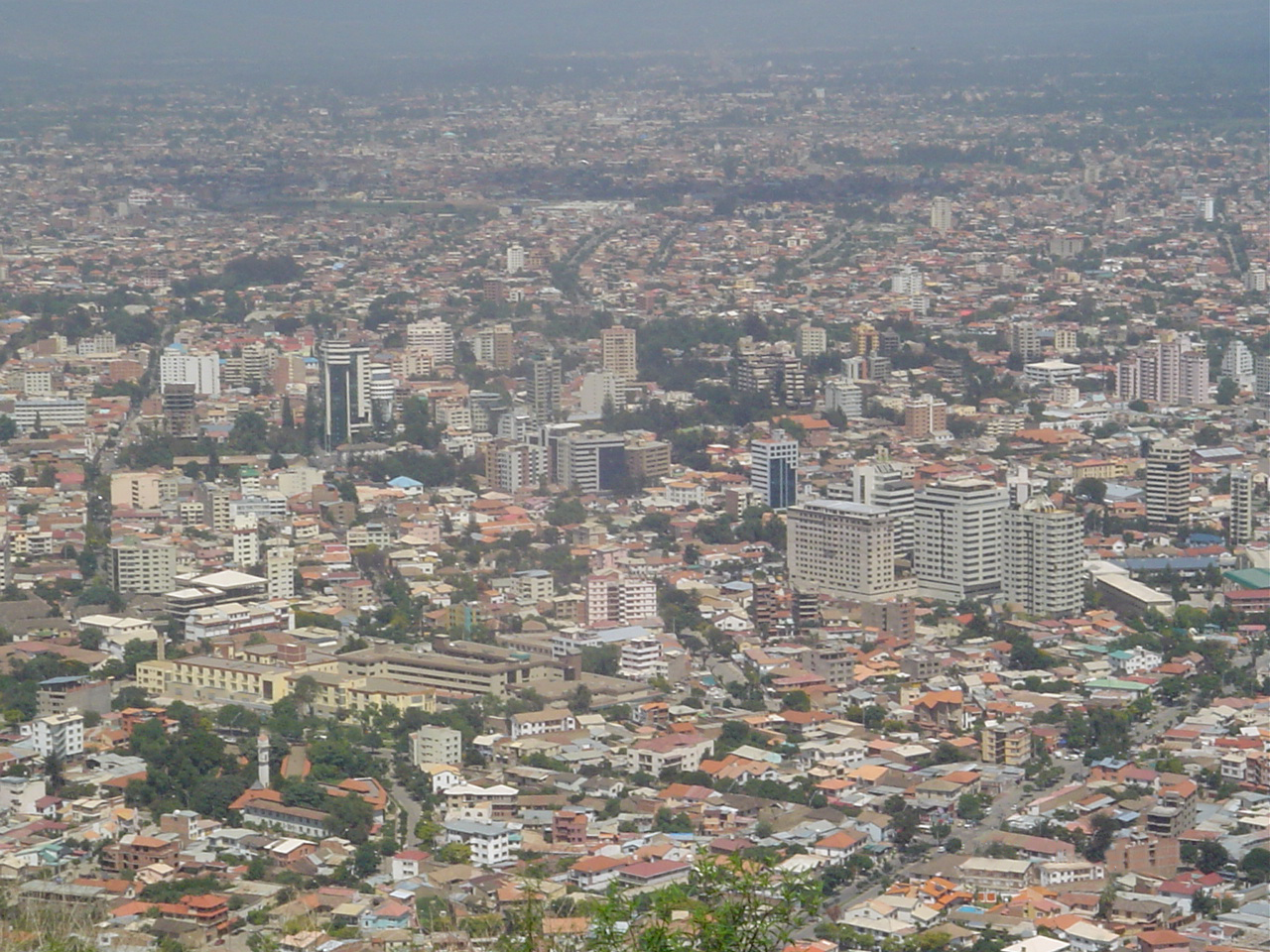
Região central da cidade

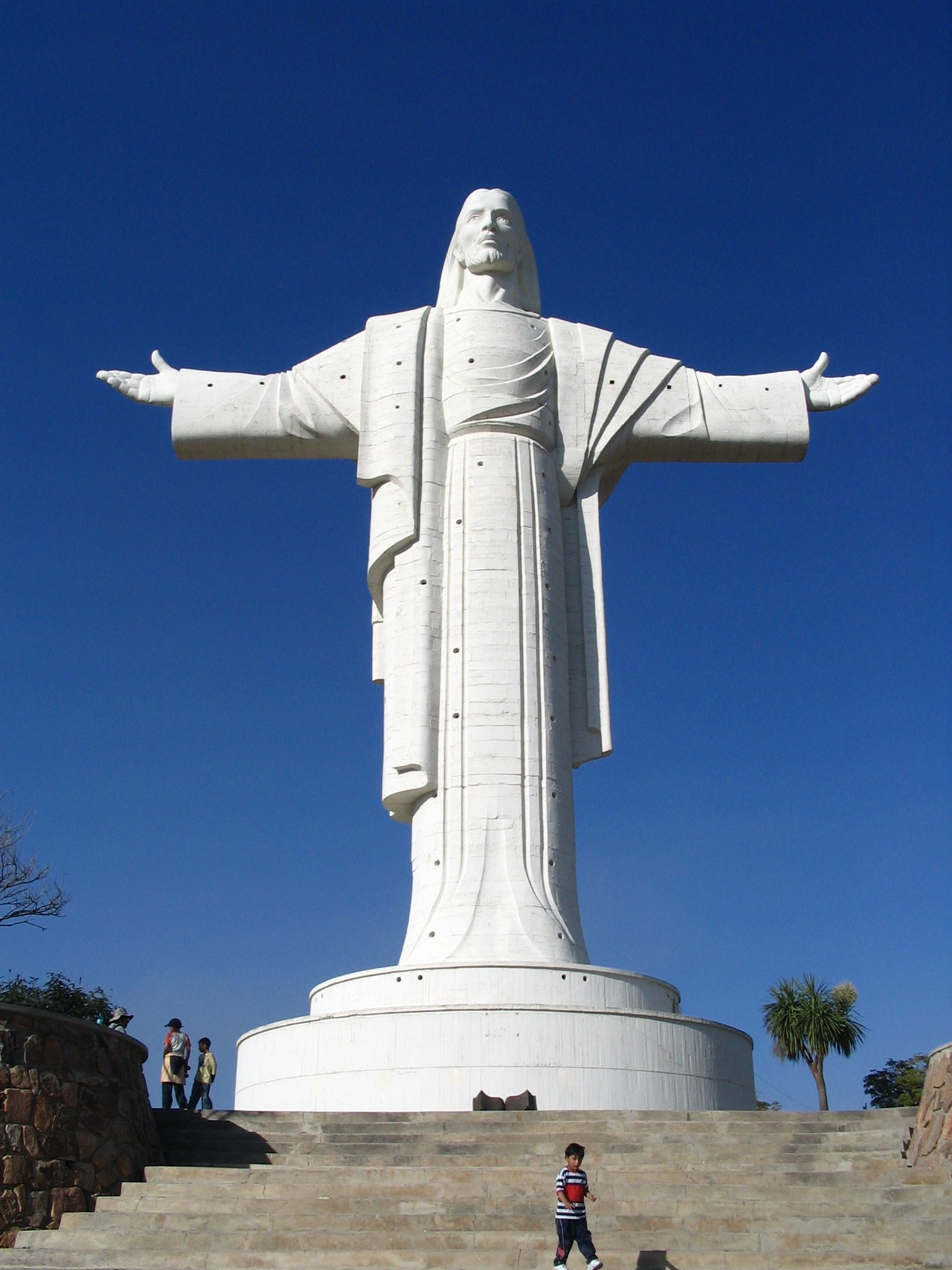
Estátua do Cristo da Concórdia

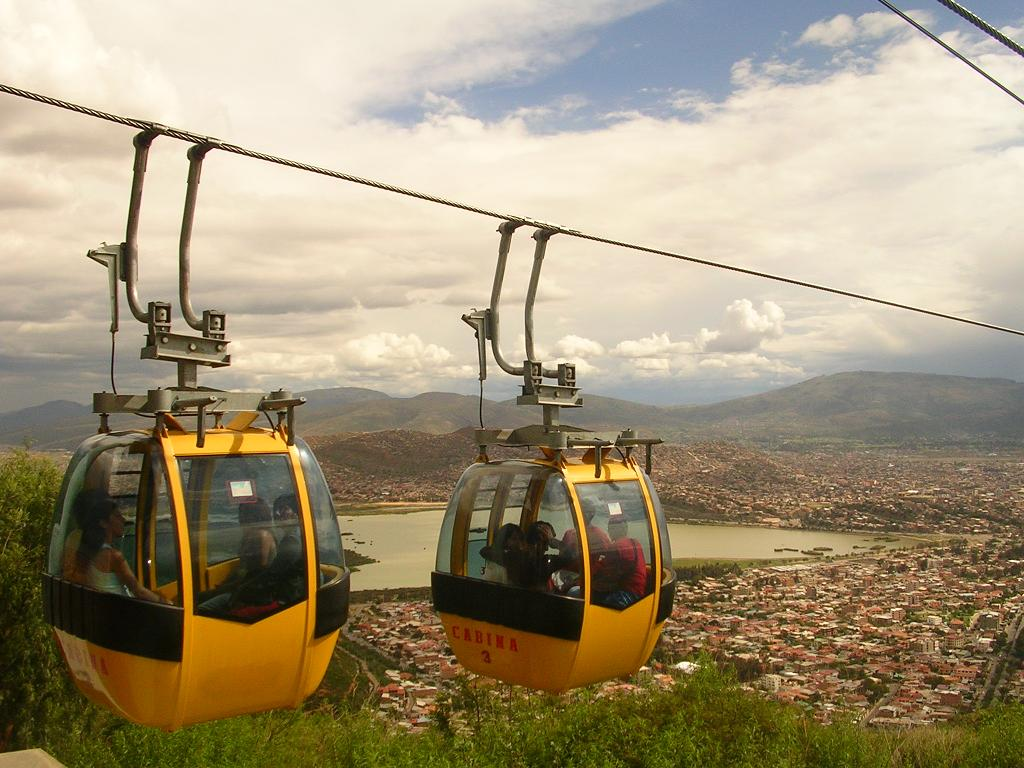
Teleférico do Cristo da Concórdia

Cochabamba é uma cidade da Bolívia. É a capital do departamento homônimo e a terceira maior cidade do país. Sua população é de cerca de 661.484 pessoas.

## História
A cidade foi fundada pelos colonizadores espanhóis em 1571 com o nome de "Villa de Oropeza". Tomou o atual nome em 1786. Possui uma universidade fundada em 1826.

## Geografia
Localiza-se no oeste do país, numa depressão da Cordilheira Oriental a 2 560 metros de altitude. É uma cidade de economia agrícola. Também é um importante centro comercial (feira de produtos agrícolas regionais) e industrial (refino de petróleo, indústria alimentícia). Possui minas de estanho, prata e cobre.

## Educação
Cochabamba é uma cidade universitária que atrai muitos estrangeiros principalmente de origem brasileira que são atraídos pelo baixo valor das mensalidade de medicina. Entre as suas diversas universidades, a maior e mais prestigiosa é a Universidade Mayor de San Simon, uma das mais importantes do país. Conta, ainda, com várias outras universidades particulares de conceito como a Universidade Privada Aberta Latinoamericana - UPAL, Universidade Adventista de Bolívia, Universidade privada del Valle, a Universidade Franz Tamayo - Unifranz e a Universidade de Aquino Bolívia - Udabol.

## Aeroporto
O Aeroporto Internacional Jorge Wilstermann possui voos para todo o país e para alguns destinos internacionais. Era o principal centro de conexões aéreas da empresa Lloyd Aéreo Boliviano até a crise que redundou no fechamento temporário da empresa, em 2007.

## Bairros
A cidade possui bairros históricos, como Cala Cala, El Mirador e Lomas de Aranjuez.
- Queru Queru - Norte
- La Recoleta - Norte
- Cala Cala - Norte
- Lomas de Aranjuez - Norte
- El Mirador - Norte
- Las Brisas - Norte
- Sarco - Noroeste
- Mayorazgo - Noroeste
- Barrio Profesional - Noroeste
- América Oeste - Noroeste
- Colquiri - Noroeste
- Muyurina - Nordeste
- Tupuraya - Nordeste
- Hippodromo - Oeste
- Vila Busch - Oeste
- Temporal - Norte
- La Chimba - Sudoeste
- Aeropuerto - Sudoeste
- Ticti Norte - Norte de Franja
- Jaihuayco - Sul
- Sud de Zona - Sul
- Ticti - Sul
- Valle Hermoso - Sul

## Cidades-satélites
- Quillacollo
- Sacaba
- Vinto
- Colcapirhua
- Tiquipaya
- Cliza
- Tarata
- Punata

## Os residentes notáveis
- Jaime Laredo, o violinista clássico
- Jaime Escalante, o professor cuja vida foi dramatizada no filme de 1988 Stand and Deliver.

## Cidades irmãs
- Viedma, Argentina[2]
- Córdoba, Argentina
- Miami, Estados Unidos.[3]
- San Francisco, Estados Unidos.
- Almería, Espanha
- Arica, Chile
- Bérgamo, Itália